# ويليام جاي كرو
ويليام جاي كرو (بالإنجليزية: William J. Crowe)‏ هو ضابط ودبلوماسي أمريكي، ولد في 2 يناير 1925 في لا غرانغ في الولايات المتحدة، وتوفي في 18 أكتوبر 2007 في مركز والتر ريد الطبي العسكري الوطني ‏ في الولايات المتحدة بسبب مرض قلبي وعائي.

## وصلات خارجية
- ويليام جاي كرو على موقع IMDb (الإنجليزية)
- ويليام جاي كرو على موقع مونزينجر (الألمانية)
- ويليام جاي كرو على موقع إن إن دي بي (الإنجليزية)